# Келли, Карсон
Карсон Франклин Келли (англ. Carson Franklin Kelly, 14 июля 1994, Чикаго, Иллинойс) — американский бейсболист, кэтчер клуба Главной лиги бейсбола «Аризона Даймондбэкс».

## Карьера
Карсон Келли родился 14 июля 1994 года в Чикаго. Он окончил старшую школу в Портленде, за её бейсбольную команду играл шортстопом и питчером. В 2011 году он в составе сборной США возрастной категории до 18 лет выиграл золотые медали Панамериканских игр. Весной 2012 года Келли был одним из лидеров команды, впервые в истории выигравшей чемпионский титул. Сам он получил титул Игрока года в штате Орегон. На драфте Главной лиги бейсбола 2012 года его во втором раунде выбрал клуб «Сент-Луис Кардиналс». После подписания контракта он сменил амплуа и первые два сезона профессиональной карьеры провёл на третьей базе. В 2014 году Келли перевели на позицию кэтчера.
В Главной лиге бейсбола Келли дебютировал в 2016 году, но позиция кэтчера в «Кардиналс» была прочно занята Ядьером Молиной и на поле он выходил нерегулярно. При этом журнал Baseball America дважды включал его в список ста лучших молодых игроков лиги. В декабре 2018 года Карсон перешёл в «Аризону Даймондбэкс» как часть компенсации за обмен Пола Голдшмидта. Сезон 2019 года стал для него первым полным в лиге. Он сыграл в 111 матчах, проведя на поле 2/3 общего игрового времени всех кэтчеров «Аризоны». Показатель отбивания Келли составил всего 24,5  %, но 48 % его ударов были экстра-бейс-хитами. В защите он предотвратил 32 % попыток украсть базу, этот показатель на 6 % превысил средний по лиге. 